# العطاية (الشراط)
العطاية هي إحدى مشيخات المملكة المغربية، تتبع جغرافيا لإقليم بنسليمان وإداريًا لالشراط. يقدر عدد سكانها بـ 11005 نسمة حسب الإحصاء الرسمي للسكان والسكنى لسنة 2004.